# Jorge Triaca (padre)
Jorge Alberto Triaca (Buenos Aires, 30 de mayo de 1941 - íd., 22 de octubre de 2008) fue un sindicalista y político argentino, que ejerció como diputado nacional entre 1985 y 1989, y como ministro de trabajo entre 1989 y 1992. Fue también Secretario Adjunto de la Organización de Unión Obreros y Empleados Plásticos (U.O.Y.E.P.) y Secretario General de la CGT Azopardo.

## Biografía

### Carrera sindical
Hijo de un dirigente sindical de la industria plástica, se vinculó con apenas quince años de edad al dirigente Augusto Timoteo Vandor, tras el asesinato de éste se vinculó al dirigente de la CGT José Ignacio Rucci, a quien acompañó en algunos de sus viajes a España a entrevistarse con el exiliado expresidente Juan Domingo Perón. Allí conoció también a Ángel Federico Robledo.[cita requerida]
Formó parte de la Comisión de Normalización del Movimiento Nacional Justicialista, teniendo notoria participación en la actuación gremial durante el último gobierno de Perón y el de su sucesora, María Estela Martínez de Perón. Tomó parte en la acción sindical orientada a enfrentar las medidas económicas de Celestino Rodrigo y sus sucesores, y contra la influencia de José López Rega.[cita requerida]
Estuvo preso en la cárcel de Caseros y posteriormente en la cárcel de Devoto durante la dictadura, en 1976, junto a otros dirigentes como Antonio Cafiero y Carlos Menem, además de varios ministros de la presidenta depuesta. Recuperada su libertad fue varias veces delegado ante la Organización Internacional del Trabajo entre 1979 y 1987; durante su actuación apoyó inicialmente la llamada lucha contra la subversión.
A finales de la dictadura fue elegido secretario general del sindicato de trabajadores plásticos. En 1982, acompañado por algunos otros dirigentes —entre los cuales descollaron Armando Cavalieri, Oscar Lescano, Luis Barrionuevo y Juan José Zanola— enfrentó al grupo que confrontaba con el gobierno militar, liderado por Saúl Ubaldini, y formó en 1982 la CGT Azopardo.
Tras el fracaso del gobierno militar en la Guerra de Malvinas y la inminencia del regreso de la democracia, apoyó la precandidatura de Ángel Federico Robledo a la presidencia. Tras la disolución del proyecto, apoyó la candidatura presidencial de Ítalo Argentino Luder en 1983. Ese mismo año ocurren dos atentados contra su vida, consistentes ambos en gran número de disparos contra su domicilio.[cita requerida]
Tras el regreso a la democracia, dirigió una larga negociación, por la cual la CGT Brasil, dirigida por Ubaldini, reincorporó a la CGT Azopardo, unificándose ambas centrales obreras poco después del enfrentamiento de ambas contra la llamada Ley Mucci del presidente Raúl Alfonsín, entendiendo que ésta se proponía atomizar y debilitar la acción sindical.
Durante la presidencia de Raúl Alfonsín acompañó la gestión sindical de Ubaldini, al tiempo que se incorporaba al exclusivo y elitista Jockey Club.
En 1985 declaró como testigo en el Juicio a las Juntas, negando tener conocimiento de la existencia de desaparecidos.

### Carrera política
Fue elegido Diputado Nacional en el año 1985, en la lista del Frente Justicialista de Liberación que lideraba Herminio Iglesias.
A fines del primer gobierno del regreso a la democracia apoyó la precandidatura presidencial de Antonio Cafiero, proponiendo la candidatura a vicepresidente de José María Vernet; desechada ésta por Cafiero, Triaca decidió apoyar la candidatura de Carlos Menem, que triunfaría en las elecciones nacionales.
Al asumir la presidencia en mayo de 1989 Menem lo nombró ministro de trabajo. Presidió una etapa signada por la desvalorización de las condiciones laborales y del salario real. Aunque el empleo en el sector industrial cayó, durante su gestión la desocupación total – que había llegado a un pico histórico durante la crisis de 1989 – disminuyó levemente. Volvería a trepar, alcanzando niveles muy altos, durante el resto del gobierno de Menem.
En cuanto a la organización del movimiento obrero, favoreció una nueva ruptura de la CGT, apoyando a los dirigentes de los gremios con más afiliados, que prefirieron secundar la política económica del gobierno de Menem, en contra de la CGT dirigida por Ubaldini, tras lograr que algunas huelgas generales organizadas por Ubaldini fracasaran, logró el reemplazo del mismo al frente de la CGT.
Fue el primer sindicalista argentino en presidir la asamblea anual de la OIT, en junio de 1990, año en que se presentaron en la misma los históricos dirigentes Lech Walesa y Nelson Mandela.
En mayo de 1991 asumió —sin dejar su puesto en el Ministerio de Trabajo— como interventor de SOMISA, la empresa siderúrgica estatal, que estaba en proceso de privatización, ofreciendo retiros voluntarios a los trabajadores, siendo reemplazado por María Julia Alsogaray quien concreto la venta por 152 millones de dólares —cuando estaba valuada en alrededor de 3 mil millones—. Dejó el cargo en diciembre del mismo año.
Renunció al ministerio en 1992, tras el fracaso de su proyecto de Ley de Empleo. Entre sus colaboradores, Rodolfo Díaz y Enrique Rodríguez serían también ministros de Trabajo de la Nación.
En 1996 fue nombrado coordinador del Grupo de Acción Política (GAP), dependiente del Ministerio del Interior.

### Últimos años
Retirado de toda acción política y sindical, en 1999 debió reconocer la paternidad de una niña que había tenido con una ex vocera de prensa durante su mandato en el ministerio de trabajo. Durante años padeció una enfermedad cardíaca, que causó su fallecimiento el 22 de octubre de 2008.
Fue padre de seis hijos, entre ellos el economista y político Alberto Jorge Triaca (hijo), que diputado nacional por el PRO elegido en 2009 y luego ministro de Trabajo de la Nación entre 2015 y 2018 y más tarde secretario de Trabajo de la Nación.